# Galgenhochzeit
Galgenhochzeit (Originaltitel: Bardelys the Magnificent ) ist ein US-amerikanisches Stummfilmdrama aus dem Jahr 1926 von King Vidor mit John Gilbert und Eleanor Boardman in den Hauptrollen. Der Film wurde von Metro-Goldwyn-Mayer produziert und basiert auf dem Roman Bardelys the Magnificent von Rafael Sabatini.

## Handlung
König Ludwig XIII. entsendet den Graf de Chatellerault, um das Herz von Roxalanne de Lavedan zu gewinnen, in der Hoffnung, das Vermögen des Mädchens im Königreich zu behalten. Als Chatellerault berichtet, dass Roxalanne unnahbar ist, setzt der Höfling Bardelys sein gesamtes Vermögen gegen das von Chatellerault, dass er das Mädchen innerhalb von drei Monaten für sich gewinnen wird.
Unterwegs findet Bardelys einen sterbenden Mann und erhält eine Miniatur und einige Briefe mit dem Namen Lesperon, dessen Identität er annimmt. Als er herausfindet, dass Lesperon ein Verräter ist, sucht er Zuflucht auf dem Anwesen von Lavedan. Obwohl sie Angst hat, erlaubt Roxalanne ihm, ihr den Hof zu machen. Ein anderer Bewerber, der Chevalier de Saint Eustache, warnt sie, dass Lesperon mit Mademoiselle Mersac verlobt ist. Bardelys wird wegen Hochverrats verhaftet, aber die Ankunft des Königs rettet ihn vor der Hinrichtung. Roxalanne heiratet Chatellerault, um Bardelys Leben zu retten, aber Chatellerault wird in einem Duell mit dem Höfling getötet, der danach mit seiner Geliebten vereint wird.

## Hintergrund
MGM hatte 1926 die Filmrechte an dem Roman von Rafael Sabatini erworben. John Gilbert war für die Titelrolle engagiert worden. Der Film wurde als eine von MGMs „Quality 52“-Veröffentlichungen für das kommende Jahr angekündigt. King Vidor wurde als Regisseur genannt, die Adaption war von Dorothy Farnum in Arbeit. Claire Windsor war für die weibliche Hauptrolle vorgesehen, wurde aber später durch Eleanor Boardman ersetzt.
Irving Thalberg sollte die Produktion für MGM überwachen. Vidor plante, den Film in Farbe zu produzieren. Im November 1925 wurde berichtet, dass für den kommenden Farbfilm „aufwendige Vorbereitungen“ im Gange seien. Im März 1926 wurde bekannt gegeben, dass Farnum das Szenario fertiggestellt habe. Die Hauptdreharbeiten begannen Anfang April in den MGM-Studios in Culver City. Zwei Monate später wurde berichtet, dass King Vidor gerade dabei sei, den Film zu schneiden. In der Presse wurde geschrieben, dass sechs Männer als Double für John Gilbert eingesetzt wurden.
In seiner Autobiografie „A Tree Is a Tree“ aus dem Jahr 1953 behauptete King Vidor, die erfolgreichste Szene des Films sei vom Bug eines Ruderboots aus gedreht worden, das die Liebenden John Gilbert und Eleanor Boardman durch einen Tunnel aus Weidenzweigen befördert. „Die Anordnung, Bewegung und Beleuchtung der Szene waren in vollkommener Harmonie“, schrieb er. „Die Gesamtwirkung war magisch.“
James Basevi, Richard Day und Cedric Gibbons waren für das Szenenbild zuständig. Robert Florey arbeitete als technischer Berater.
Für Lou Costello war es das Filmdebüt.
Bis 2006 galt der Film als verschollen. In Frankreich wurde eine Kopie entdeckt und restauriert. Da die Kopie französische Zwischentitel hatte, wurden die originalen englischen Zwischentitel anhand von MGM-Dokumenten wiederhergestellt.

## Veröffentlichung
Die Premiere des Films fand am 30. September 1926 statt. 1927 kam er im Deutschen Reich und in Österreich in die Kinos, in Österreich u. a. unter dem Titel Der Galgengraf. Die restaurierte Fassung wurde 2020 bei den Internationalen Filmfestspielen Berlin im Rahmen einer Retrospektive über King Vidor gezeigt.

## Kritiken
Der Filmkritiken-Aggregator Rotten Tomatoes hat in einer Auswertung ein Publikumsergebnis von 72 Prozent positiver Bewertungen ermittelt.
Mordaunt Hall von der The New York Times beschrieb den Film als eine Mischung aus d’Artagnan, Don Juan und dem Millionärs-Cowboy Tom Mix. King Vidors Arbeit an diesem Film sei größtenteils brillant, mit sanften humorvollen Passagen, die das Publikum ansprechen. Es gebe jedoch ein oder zwei Lücken zwischen den Sequenzen oder Stellen, an denen vielleicht zu viel der Fantasie überlassen bleibe. Die Kulissen und Außenszenen mit imposanten Gebäuden und herrlichen Ausblicken seien äußerst fesselnd. Tatsächlich sei es ein Film, in dem die Charakterisierungen und Hintergründe Vorrang vor der Erzählung haben, die zwar immer unterhaltsam sei, aber nicht die dramatische Kraft anderer Filme dieser Art vermittele.